# Veta
Veta (en serbe cyrillique : Вета) est un village de Serbie situé dans la municipalité de Bela Palanka, district de Pirot. Au recensement de 2011, il comptait 89 habitants.

## Histoire
Sur le territoire du village se trouve le monastère de Veta.

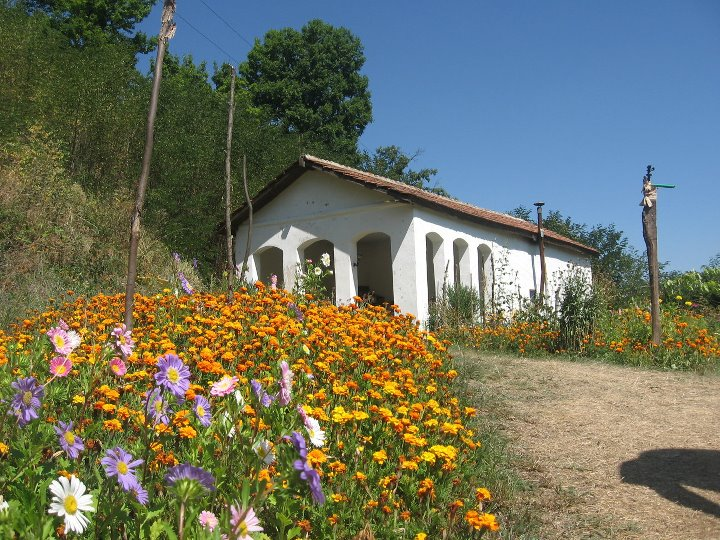
L'église du monastère de Veta

## Démographie
| 1948 | 1953 | 1961 | 1971 | 1981 | 1991 | 2002 | 2011 |
| ---- | ---- | ---- | ---- | ---- | ---- | ---- | ---- |
| 975  | 988  | 811  | 564  | 349  | 188  | 134  | 89   |

|  |